# Euphorbia quadrangularis
Euphorbia quadrangularis es una especie fanerógama perteneciente a la familia Euphorbiaceae. Es endémica de África oriental.

## Descripción
Es una especie con muy pocas ramas erectas perennifolia suculenta subescandente que alcanza un tamaño  de 2-3,5 m de altura,  a veces con el ápice del tallo dañado puede producir un hábito más densamente ramificado de solo ± 1 m de altura.

## Ecología
Se encuentra en los suelos rocosos y arenosos con hierba seca y bosques caducifolios, a una altitud de 500-1750 metros

## Taxonomía
Euphorbia quadrangularis fue descrita por Ferdinand Albin Pax y publicado en Botanische Jahrbücher für Systematik, Pflanzengeschichte und Pflanzengeographie 19: 119. 1894.
Etimología
Euphorbia: nombre genérico que deriva del médico griego del rey Juba II de Mauritania (52 a 50 a. C. - 23), Euphorbus, en su honor – o en alusión a su gran vientre –  ya que usaba médicamente Euphorbia resinifera. En 1753 Carlos Linneo asignó el nombre a todo el género.
quadrangularis: epíteto latino que significa "con cuatro ángulos".